# زاون وارطانیان (نوازنده کلارینت)
زاون قوندی وارطانیان (ارمنی: Զավեն Ղևոնդի Վարդանյան؛  زادهٔ ۸ ژانویهٔ ۱۹۰۷ - درگذشته ۲۵ آوریل ۱۹۷۷)کنشگر و موسیقی‌شناس و کارشناس آموزشی اهل ارمنستان بود. وی بین سال‌های - تا - میلادی فعالیت می‌کرد.

## زندگی‌نامه
وی در ۸ ژانویهٔ ۱۹۰۷ در حاجی‌ور به دنیا آمد و از کنسرواتوار سن پترزبورگ (۱۹۳۶) فارغ‌التحصیل گشت.  همچنین برندهٔ جوایزی همچون هنرمند شایسته ارمنستان شوروی (۱۹۴۰) شده است. وی در ۲۵ آوریل ۱۹۷۷ در سن ۷۰ سالگی در مسکو درگذشت.